# Żornawa (stacja kolejowa)
Żornawa (ukr. Жорнава, węg. Malomrét, cz. Žornavy) – stacja kolejowa w miejscowości Żornawa, w rejonie użhorodzkim, w obwodzie zakarpackim, na Ukrainie. Położona jest na linii Sambor – Czop.

## Historia
Stacja powstała w okresie, gdy tereny te należały do Austro-Węgier i początkowo nazywała się Malomrét. W okresie przynależności tych terenów do Czechosłowacji nosiła nazwę Žornavy.